# Богомолиця (Marvel Comics)
Богомолиця (англ. Mantis) — супергероїня з коміксів американського видавництва Marvel Comics. Колишня учасниця команди Месників. Зайняла 99 місце в списку «100 найсексуальніших жінок в коміксах». Богомолиця дебютувала в Кіневсесвіту Marvel у фільмі «Вартові Галактики. Частина 2», у виконанні Пом Клементьєв.

## Історія публікацій
Богомолиця дебютувала в The Avengers #112 (Червень, 1973) від сценариста Стіва Енглхарта і художника Дона Гека. Надалі персонажка з'явилася (з дещо зміненими ім'ям і формою) в коміксах інших видавництв, побувавши в продуктах Marvel, DC, Eclipse і Image, перш ніж повернутися назад до Marvel.

## Біографія

### Marvel: походження
Будучи наполовину в'єтнамкою і наполовину німкенею, Богомолиця народилася в місті Хюе, В'єтнам, в сім'ї Густава і Лау Брандт. У дитинстві батько залишив її у В'єтнамі, в Храмі інопланетних істот, відомих як Священики Пама, які становили культ, заснований представниками раси Кріі. Вони вірили в те, що вона може стати «Небесною Мадонною», легендарною істотою, яка має народити від найстарішого Котати на Землі Небесного Месію, який вважався у них «найважливішою істотою у всесвіті». Виховання в Храмі наклало незгладимий відбиток на особистість дівчини: зокрема, вона стала думати і говорити про себе в третій особі, що є поширеною практикою в багатьох східних релігійно-філософських течіях.
Навчивши дівчину багатьох східних єдиноборств, наставники відправили її жити серед людей, вклавши в пам'ять Богомолиці неправдиву інформацію про те, що вона — сирота з Хошиміну. Вона стала барвумен-повією у в'єтнамському барі, де зустріла Мечника. Богомолиця допомогла йому повернути самоповагу і стати на шлях виправлення, після чого послідувала за ним і разом вони приєдналися до Месників. Ставши союзницею найбільших супергероїв Землі, Богомолиця вперше проявила себе, коли вбила Бога Лева.
Разом з Месниками Богомолиця пережила безліч пригод. Вона протистояла оригінального складу Зодіаку і з'ясувала, що людина, що носила ім'я Ваги, була її батьком. Вона зустріла Зоряного сталкера, билася з Таносом, Кло і Соларром, Нукло, а потім, пліч-о-пліч з Месниками, Фантастичною четвіркою та Нелюдьми вступила в бій з Альтроном на весіллі Ртуті і Кристал.
Згодом Богомолиця почала відчувати романтичний потяг до Віжена і, попри відмову з його боку, продовжила нехтувати почуттями Мечника. Разом з Багряною відьмою і Агатою Harkness вона була викрадена Кангом. Потім Мантиса стала свідком смерті Мечника і лише тоді усвідомила його прихильність. Після похорону Мечника вона вступила в бій з титанічною трійкою. Незабаром вона дізналася про витоки війни між Кріі і Скруллами, Котати і Священиків Пама. Через деякий час Богомолиця офіційно приєдналася до Месників та, як виявилося, насправді була Небесною Мадонною. Після її весілля з найстарішим представником Котари Богомолиця перетворилася в істоту, що складається з чистої енергії, і покинула Землю.

### DC Comics: Віллоу
Після відходу з Marvel Comics, сценарист Стів Енглгарт продовжив історію Богомолиці в коміксах трьох інших видавництв, перш ніж повернутися назад в Marvel.
У коміксі DC Justice League of America #142 вона носила ім'я Віллоу. На питання, звідки вона родом, Віллоу відповіла: «Вона прийшла з того місця, яке не має називати, щоб дістатися до місця, про яке ніхто не повинен знати». Після двох випусків серії у неї почалися пологи.

### Eclipse: Лорелея
У коміксі Eclipse Scorpio Rose #2 персонажка була перейменована в Лорелею. На момент подій випуску Богомолиця народила сина.

### Відновлення історії в Marvel
Після того, як вона народила сина Секвоя, Богомолиця прийняла ім'я Менді Целестин і протягом року прожила в Віллімантиці, штат Коннектикут, перш ніж передати дитину людям свого батька і вирушити в космічні мандри з Срібним Серфером. З ним вона боролася проти Старійшин Всесвіту. З часом Серфер закохався в неї. Тим не менш, Богомолиця, чия шкіра набула зелений відтінок, у той час як сама вона отримала нові здібності, що дозволили їй дихати у відкритому космосі, як побічний ефект вагітності, з часом стала тужити за колишнім життям і сином. Згодом Богомолиця вважалася загиблою при вибуху, проте їй вдалося вижити. Вона розділилася на кілька версій себе, кожна з яких втілювала різні риси її характеру, які більше не могли спільно існувати в її свідомості.
Фрагменти прибули на Землю і одна з версій Богомолиці приєдналася до Месників Західного узбережжя, в той час як частина її спогадів стерлася. Після зустрічі з тимчасово воскреслим Мечником Богомолиця виявила, що її психіка була зруйнована і вирішила вирушити на пошуки своїх версій, щоб відновити пам'ять. Вона вирушила в Нью-Йорк, де зустрілася з Фантастичною четвіркою, з якою боролася пліч-о-пліч під час сюжетної лінії Inferno. Канг, не знаючи про втрату спогадів Богомолиці, переслідував її, рухомий бажанням використати її проти Дрімаючого Целестіала. У той же час на Землю повернувся Срібний Серфер. З допомогою Котати Богомолиці вдалося перемогти Канга, після чого вона покинула своє тіло і возз'єдналася з Котати, щоб виховати свого сина.
Не рахуючи спогадів Срібного Серфера, Богомолиця не з'являлася на сторінках коміксів аж до кросоверу The Crossing. У цьому сюжеті Богомолиця була представлена як озлоблена наречена Канга Завойовника, одержима вбивством Месників. Вона зненавиділа свого батька і Котати, вважаючи, що ті використовували і «осквернили» її.
Оскільки сюжетна лінія виявилася неоднозначною, в обмеженій серії Avengers Forever сценарист Курт Бузиек переосмислив образ Богомолиці.
У Avengers: Celestial Quest Богомолиця нарешті повернулася на Землю і возз'єдналася з рештою частин її особистості, в той час як деякі з них були вбиті клоном Таноса. Потім вона вирушила в космос разом з Месниками, щоб не дати Таносу вбити її сина. Під час подорожі вона намагалася зблизитися з Віженом, але незабаром відмовилася від цієї ідеї, дізнавшись, що той, як і раніше, любить свою колишню дружину Багряну відьму. У якості ілюзії Богомолиця з'явилася в сюжетній лінії Avengers Disassembled.
Богомолиця з'явилася в мінісерії Annihilation Conquest: Star-Lord, де стала бранкою Кріі, але потім була звільнена Пітером Квіллом, також відомим як Зоряний лицар.
Після знищення Альтрона і Фаланги Богомолиця приєдналася до Вартових Галактики. Вона взяла на себе роль психологині команди, використовуючи свої ментальні здібності, щоб стримувати емоційних товаришів.
Під час Secret Invasion було виявлено, що Зоряний лицар використовував здібності Богомолиці, щоб змусити деяких Вартових Галактики приєднатися до команди проти їх волі. Підслухавши розмову Квілла і Богомолиці, Дракс розповів про їх обман іншим. Це спонукало більшу частину команди піти. Єнот Ракета підвищив її до польової командирки.
Згодом Богомолиця, мабуть, була вбита Магусом, який передбачав, що вона спробує використати свої здібності проти нього. Тим не менш, вона вижила разом зі своїми товаришами Філою-Велл, Космо, Гаморою і Майором Перемогою, але потрапила в полон до Магуса. Потім вона приєдналася до іншої команди Вартових, кажучи Місячному дракону, що Філа-Велл була вбита Таносом.
Пізніше Богомолиця врятувала Пітера Квілла від спартанських вояків та, попри небажання приєднатися до його нової команди, допомогла йому вистежити джерело «тимчасових землетрусів», які переслідували його після подій Age of Ultron.

## Сили і здібності
Навчившись у Священиків Пама, Богомолиця стала майстринею бойових мистецтв, здатною перемогти в ближньому бою таких досвідчених супротивників, як Капітан Америка. Також може інстинктивно відчувати слабкі місця противника, впливаючи на його больові точки, що дозволяє їй перемогти таких могутніх істот, як Громовержець Тор. Єдині одиночні поєдинки, в яких вона програла, були проти Місячного дракона та її батька на прізвисько Ваги.
Богомолиця досягла великих успіхів у медитації, в результаті чого отримала контроль над своїм тілом, включаючи вегетативні функції, такі як серцебиття, кровообіг, дихання, а також усвідомлення болю, дозволяючи їй швидше залікувати рани за допомогою сили волі, і отримала майже надлюдські рефлекси і реакцію. Крім цього, Богомолиця має емпатичну силу, яка дозволяє їй відчувати емоції інших істот.
Богомолиця отрималп додаткові здібності в результаті спілкування з Котати. Її співпереживання дозволило їй спілкуватися з подібними рослинам Котати і рослинністю. Для того, щоб подорожувати в просторі, Богомолиця могла відокремлювати свою астральну сутність від фізичної, завдяки чому може подорожувати на міжпланетні відстані. Крім того, Богомолиця може відправити свою астральну форму в ті місця, де є рослинність. Вона володіє підвищеною міцністю, а також захистом від психічних і метафізичних атак. Крім того, Богомолиця має здатність контролювати навколишню рослинність.
Під час протистояння з могутнім клоном Таноса Богомолиця продемонструвала надлюдську силу, а також здатність проєктувати потужну енергію, однак після цього випадку вона не використовувала дані сили.
Протягом всієї серії Annihilation Conquest: Star-Lord, було показано, що вона має здатність передбачення. Джерело цих сил невідоме. Інші здібності, проявлені або згадані в серії — пірокінез, ментатный тренінг і невидимість перед Фалангою.

## Альтернативні версії

### Heroes Reborn
В реальності Heroes Reborn Богомолиця була коханою Канга Завойовника. Він вирушив на бій проти Месників, щоб довести Богомолиці свою любов. Незабаром після того, як Канг був убитий Локі, Богомолиця зізналася, що має до нього почуття, після чого також загинула від руки Локі.

### House of M
У цій реальності Богомолиця є членкинею злочинної організації Драконів Шан-Чі, разом з Мечником, Зараном і Мачете. Вона була заарештована незабаром після того, як Дракони опинилися в пастці вбивць Кінгпіна. Богомолиця і Шан-Чи залишилися єдиними живими членами організації.

## Поза коміксами

### Телебачення
- Богомолиця з'являється у мультсеріалі «Вартові Галактики», озвучена Дженніфер Гейл[32].

### Кіно
- У жовтні 2015 року Пом Клементьєв отримала роль Богомолиці у фільмі «Вартові Галактики. Частина 2»[2]. Режисер картини Джеймс Ганн підтвердив це у лютому 2016 року. За сюжетом, Богомолиця була вихована батьком Пітера Квілла, Его. Вона використовує свої здібності, щоб допомогти йому заснути під час його перебування в людській формі. Крім того, Богомолиця може відчувати емоції інших людей при контакті з ними. Богомолиця представлена як наївна дівчина, що не показує образи, навіть коли Дракс називає її вихованкою Его. Тим не менш, вона встає на сторону Вартових Галактики, розуміючи, що завдяки Пітеру Его зможе пробудити своє насіння, посаджене ним на інших планетах, що призведе до знищення всесвіту. У битві проти Его, Богомолиця присипляє його, вигравши достатньо часу, щоб Грут зміг встановити бомбу. Зрештою вона приєднується до Вартових Галактики.
- Клементьєв повернулася до ролі Богомолиці у фільмі «Месники: Війна нескінченності». За сюжетом на початку фільму вона зустрічає Тора. Потім, разом з Квіллом, Гаморою летить на Знамоде, намагаючись отримати Камінь Реальності до Таноса. Однак Шалений Титан вже заволодів Каменем. Він перетворює Богомолицю в стрічки. Коли він іде з Ґаморою, вона збирається в свою звичну форму. Пізніше летить на Титан, де б'ється з Месниками, прийнявши їх за агентів Таноса. Коли все стає на свої місця, з'являється Танос і починається битва, в якій героям з допомогою Богомолиці вдається знешкодити Таноса. Коли стає відомо, що Танос вбив Гамору, то Пітер Квілл в люті б'є Таноса. Він звільняється і жорстоко всіх б'є, включаючи Богомолицю. Пізніше Богомолиця, як і половина Всесвіту, загинула, перетворившись на попіл, перед цим сказавши, що щось насувається.

### Відеоігри
- Богомолиця є ігровою персонажкою у «Guardians of the Galaxy: The Universal Weapon».
- Алі Гілліс озвучила Богомолицю у грі «Lego Marvel's Avengers».
- Богомолиця з'являється як персонажка у грі для мобільних платформ Android і iOS «Marvel Future Fight».
- Богомолиця є ігровою персонажкою у «Guardians of the Galaxy: Telltale series».
- Богомолиця з'явилася в Lego Marvel Super heroes 2